# Городецкий уезд (Нижегородская губерния)
Городецкий уезд — административно-территориальная единица в составе Нижегородской губернии, существовавшая в 1921—1929 годах. Уездный город — Городец.

## История
Уезд образован в 1921 году в результате переноса центра Балахнинского уезда Нижегородской губернии в город Городец и переименовании уезда в Городецкий.
В 1924 году из состава уезда выделен Балахнинский район.
14 января 1929 года Нижегородская губерния и все её уезды были упразднены, большая часть Городецкого уезда вошла в состав Городецкого района Нижегородской области.

## Население
По итогам всесоюзной переписи населения 1926 года население уезда составило 94 367 чел., из них городское — 15 258 человек.

## Административное деление
В 1926 году в уезде было 6 волостей:
- Больше-Песоченская — д. Матрёнино,
- Бирляковская — с. Бриляково,
- Василёвская — с. Василёво,
- Зиняковская — с. Зиняки,
- Пуреховская — с. Пурех,
- Смольковская — с. Смольки.